# Stig Lindgård
Stig Lindgård   (1924) és un atleta suec, especialista en els 400 metres llisos, que va competir durant la dècada de 1940.
En el seu palmarès destaca una medalla de bronze en els 4x400 metres relleus del Campionat d'Europa d'atletisme de 1946, formant equip amb Folke Alnevik, Sven-Erik Nolinge i Tore Sten.

## Millors marques
- 800 metres. 1' 50.8" (1948)[2]